# 未名空间
未名空间（MITBBS）是同时使用中文和英文，并以中文为主的BBS网站。MITBBS汇集了大量的在美华人，网站目前已经是关闭状态，部分网友流向新网站newmitbbs.com（新未名空间），wmkj.org（未名空间），freeblueplanet.com（自由蓝星），usmitbbs.com(美国MITBBS) ，mihua.org (水木‧未名‧一塌糊涂) （页面存档备份，存于）等。

## 概况
未名空间目前是北京未名空间信息技术有限公司所拥有的论坛，其法人代表为朱佳良。在中国国内招聘网站可以看到，未名空间招收名称为兼职写手或兼职撰稿的职位，每月工资约3000-5000人民币。目前，未名空间充斥大量中国国内兼职写手的文章，这些兼职写手被网友戏称为“器人”，即机器人之简称。普通网友在未名空间发布讨论器人的文章，会被很快删除。未名空间在中国国内被封禁，国内的网友不能直接访问未名空间，必须使用代理服务器或者VPN等。
目前有大約300個主題組。 該網站聲稱它擁有數十萬註冊用戶，其中大部分是華僑，其 51% 的互聯網流量來自美國境內。在當前的管理員 walklooktalk 管理下，在過去幾年中可以看到網站在加速商業化，為廣告商保留了更多突出的空間，以及創建了一個專門用於個人廣告的衍生網站。

## 历史
论坛最早于1997年以bbs.mit.edu在麻省理工学院开始，因此得"MIT"之名。然而，其历史可追溯到另外两个较早的论坛：1996—1997年中国北京大学的未名BBS以及后来中国科学院空间科学中心的空间BBS。与位于中国的两个前身不同，未名空间较少受到中国大陆网络审查制度影响，在海外留学生中声望渐增。
2001年因论坛开创人look即将毕业，且MIT对该论坛的流量颇有微词，因此决定将该论坛搬出MIT，网友捐款，重新注册了mitbbs.com和unknownspace.org为域名，该论坛从mit.edu域名迁移到其永久域名mitbbs.com。
2004年成立北京未名空间信息技术有限公司，管理該論壇，公司总部位于中国北京。为规避中国政府对其的封锁，建立一个自查的服务器mitbbs.cn并对中国大陆用户开放，目前该站无法访问，海外域名mitbbs.com仍然有效。
2022年7月17日开始，该站因不明原因宕机。有网友呼吁该论坛用户到Reddit Mitbbs版集合。至2022年7月22日，除reddit外，已有mihua.org (水木‧未名‧一塌糊涂)，usmitbbs.com（美国MITBBS）, newmitbbs.com（nmb,新mitbbs)，wmkj.org (未名空间）收容流离失所的网友。前者是刚刚开办的新网站，后者是已运行10年的2010年左右出走mitbbs的网友所建网站，内容仅注册后可见。此外，新建的站点还有 freeblueplanet.com（自由蓝星）。另有部分网友去1point3acres.com（一亩三分地社区），和huaren.us（北美华人e网）。
2022年7月29日，网友none在newmitbbs.com发帖，证实北京未名空间信息技术有限公司在北京市海淀区苏州街18号长远天地大厦的办公室12A03已经锁门。